# Matt Parker
Matthew Thomas Parker (Perth, 22 dicembre 1980) è un matematico, youtuber, insegnante, autore, comico e comunicatore australiano.
Il suo libro Humble Pi (Processo al Pi greco nella versione italiana) è stato il primo libro di matematica nel Regno Unito ad essere un bestseller. È un ex insegnante di matematica e ha contribuito a rendere popolare la matematica attraverso i suoi tutorial e video.

## Biografia

### Formazione
Matt Parker è nato a Perth, nell'Australia occidentale. Si è interessato alla matematica e alle scienze già prima di andare a scuola.
Parker ha frequentato la University of Western Australia: dopo aver iniziato a studiare ingegneria meccanica, è passato alla fisica e poi alla matematica.
Durante l'università, Parker ha scritto commedie per Pelican, una rivista studentesca, e ha prodotto sketch comici.

### Carriera

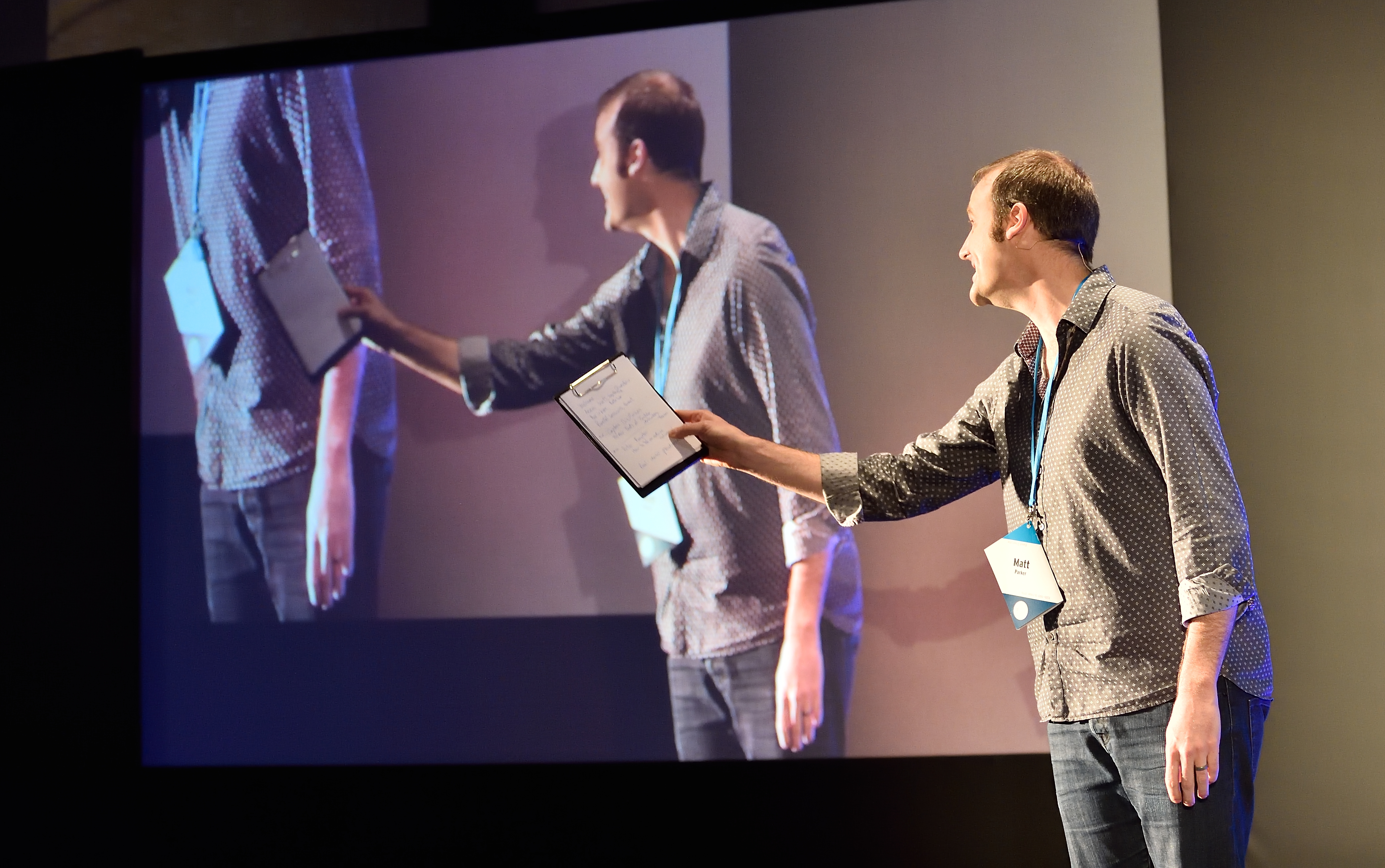
Matt Parker nel 2016

Dopo la laurea, Parker è stato professore di matematica in Australia per poi trasferirsi a Londra. Qui ha collaborato con università e altre associazioni per organizzare colloqui di matematica. Successivamente è tornato ad insegnare, smettendo però dopo un anno. Attualmente aiuta gli studenti a comunicare la matematica ad altre persone, parla a scuola, lavora con i media e occasionalmente scrive di matematica. Il suo obiettivo è "far appassionare più persone alla matematica".
Parker è apparso in numerosi video di YouTube, parlando di vari argomenti legati alla matematica. Il suo canale YouTube "StandUpMaths" conta oltre 1 milione di iscritti. Ha realizzato video sulle calcolatrici unboxing.
Insieme al divulgatore Vi Hart, Parker ha vinto il Communications Award 2018 del Joint Policy Board for Mathematics per "aver comunicato l'entusiasmo della matematica a un pubblico mondiale attraverso video di YouTube, apparizioni televisive e radiofoniche".

### Contributi
Insieme alla collega e amica Hannah Fry, Parker ha ideato  algoritmi per ottimizzare le possibilità di vincere in vari giochi da tavolo, come Monopoly.

## Vita privata
Parker ha sposato la fisica Lucie Green nel luglio 2014. Attualmente vive a Godalming, in Inghilterra.